# Velká cena Kataru silničních motocyklů 2007
Mistrovství světa silničních motocyklů v roce 2007 zahajovala Velká cena Kataru, kterou ve dnech od 8. března do 10. března hostil 5,38 km dlouhý okruh Losail International Circuit.

## Moto GP
| Pos | #  | Jezdec            | Stroj    | Kola | Čas       | Rošt | Body |
| --- | -- | ----------------- | -------- | ---- | --------- | ---- | ---- |
| 1   | 27 | Casey Stoner      | Ducati   | 22   | 43:02.788 | 2    | 25   |
| 2   | 46 | Valentino Rossi   | Yamaha   | 22   | +2.838    | 1    | 20   |
| 3   | 26 | Dani Pedrosa      | Honda    | 22   | +8.530    | 5    | 16   |
| 4   | 21 | John Hopkins      | Suzuki   | 22   | +9.071    | 6    | 13   |
| 5   | 33 | Marco Melandri    | Honda    | 22   | +17.433   | 10   | 11   |
| 6   | 5  | Colin Edwards     | Yamaha   | 22   | +18.647   | 3    | 10   |
| 7   | 71 | Chris Vermeulen   | Suzuki   | 22   | +22.916   | 13   | 9    |
| 8   | 1  | Nicky Hayden      | Honda    | 22   | +23.057   | 9    | 8    |
| 9   | 4  | Alex Barros       | Ducati   | 22   | +25.961   | 15   | 7    |
| 10  | 56 | Shinya Nakano     | Honda    | 22   | +28.456   | 11   | 6    |
| 11  | 66 | Alex Hofmann      | Ducati   | 22   | +35.029   | 17   | 5    |
| 12  | 19 | Olivier Jacque    | Kawasaki | 22   | +42.948   | 14   | 4    |
| 13  | 10 | Kenny Roberts Jr  | KR212V   | 22   | +42.977   | 18   | 3    |
| 14  | 24 | Toni Elías        | Honda    | 22   | +42.989   | 4    | 2    |
| 15  | 50 | Sylvain Guintoli  | Yamaha   | 22   | +51.639   | 16   | 1    |
| 16  | 6  | Makoto Tamada     | Yamaha   | 22   | +57.853   | 19   |      |
| Ret | 88 | Andrew Pitt       | Ilmor    | 15   | Motor     | 21   |      |
| Ret | 7  | Carlos Checa      | Honda    | 8    | Nehoda    | 12   |      |
| Ret | 14 | Randy de Puniet   | Kawasaki | 7    | Nehoda    | 8    |      |
| Ret | 65 | Loris Capirossi   | Ducati   | 6    | Nehoda    | 7    |      |
| DNS | 99 | Jeremy McWilliams | Ilmor    |      | Accident  | 20   |      |

## Kvalifikace
| *                                                | *                                                   | *                                                  | *                                                 |
| _______1_______ Jorge Lorenzo Aprilia 1:59.432   |                                                     |                                                    |                                                   |
|                                                  | _______2_______ Hector Barbera Aprilia 1:59.782     |                                                    |                                                   |
|                                                  |                                                     | _______3_______ Alex de Angelis Aprilia 1:59.871   |                                                   |
|                                                  |                                                     |                                                    | _______4_______ Alvaro Bautista Aprilia 2:00.127  |
| _______5_______ Thomas Lüthi Aprilia 2:00.316    |                                                     |                                                    |                                                   |
|                                                  | _______6_______ Hiroshi Aoyama KTM 2:00.700         |                                                    |                                                   |
|                                                  |                                                     | _______7_______ Andrea Dovizioso Honda 2:00.702    |                                                   |
|                                                  |                                                     |                                                    | _______8_______ Mika Kallio KTM 2:00.721          |
| _______9_______ Yuki Takahashi Honda 2:00.801    |                                                     |                                                    |                                                   |
|                                                  | _______10_______ Julian Simon Honda 2:01.087        |                                                    |                                                   |
|                                                  |                                                     | _______11_______ Roberto Locatelli Gilera 2:01.216 |                                                   |
|                                                  |                                                     |                                                    | _______12_______ Marco Simoncelli Gilera 2:01.368 |
| _______13_______ Shuhei Aoyama Honda 2:01.554    |                                                     |                                                    |                                                   |
|                                                  | _______14_______ Fabrizio Lai Aprilia 2:01.614      |                                                    |                                                   |
|                                                  |                                                     | _______15_______ Arturo Tizon Aprilia 2:02.504     |                                                   |
|                                                  |                                                     |                                                    | _______16_______ Aleix Espargaro Aprilia 2:02.525 |
| _______17_______ Anthony West Aprilia 2:02.733   |                                                     |                                                    |                                                   |
|                                                  | _______18_______ Dirk Heidolf Aprilia 2:02.954      |                                                    |                                                   |
|                                                  |                                                     | _______19_______ Imre Toth Aprilia 2:02.962        |                                                   |
|                                                  |                                                     |                                                    | _______20_______ Alex Baldolini Aprilia 2:02.968  |
| _______21_______ Karel Abraham Aprilia 2:03.228  |                                                     |                                                    |                                                   |
|                                                  | _______22_______ Ratthapark Wilairot Honda 2:03.326 |                                                    |                                                   |
|                                                  |                                                     | _______23_______ Jules Cluzel Aprilia 2:03.911     |                                                   |
|                                                  |                                                     |                                                    | _______24_______ Eugene Laverty Honda 2:04.411    |
| _______25_______ Taro Sekiguchi Aprilia 2:04.878 |                                                     |                                                    |                                                   |
| ------------------------------------------------ | --------------------------------------------------- | -------------------------------------------------- | ------------------------------------------------- |

## Závod
| Pos | #  | Jezdec              | Stroj   | Kola | Čas       | Rošt | Body |
| --- | -- | ------------------- | ------- | ---- | --------- | ---- | ---- |
| 1   | 1  | Jorge Lorenzo       | Aprilia | 20   | 40:23.753 | 1    | 25   |
| 2   | 3  | Alex de Angelis     | Aprilia | 20   | +1.224    | 3    | 20   |
| 3   | 80 | Héctor Barberá      | Aprilia | 20   | +2.911    | 2    | 16   |
| 4   | 12 | Thomas Luthi        | Aprilia | 20   | +3.234    | 5    | 13   |
| 5   | 34 | Andrea Dovizioso    | Honda   | 20   | +12.698   | 7    | 11   |
| 6   | 15 | Roberto Locatelli   | Gilera  | 20   | +21.568   | 11   | 10   |
| 7   | 55 | Yuki Takahashi      | Honda   | 20   | +31.540   | 9    | 9    |
| 8   | 60 | Julián Simón        | Honda   | 20   | +40.467   | 10   | 8    |
| 9   | 58 | Marco Simoncelli    | Gilera  | 20   | +46.192   | 12   | 7    |
| 10  | 73 | Shuhei Aoyama       | Honda   | 20   | +58.678   | 13   | 6    |
| 11  | 41 | Aleix Espargaró     | Aprilia | 20   | +1:02.762 | 16   | 5    |
| 12  | 32 | Fabrizio Lai        | Aprilia | 20   | +1:07.715 | 14   | 4    |
| 13  | 14 | Anthony West        | Aprilia | 20   | +1:10.622 | 17   | 3    |
| 14  | 8  | Ratthapark Wilairot | Honda   | 20   | +1:11.594 | 22   | 2    |
| 15  | 28 | Dirk Heidolf        | Aprilia | 20   | +1:12.499 | 18   | 1    |
| 16  | 16 | Jules Cluzel        | Aprilia | 20   | +1:23.751 | 23   |      |
| 17  | 25 | Alex Baldolini      | Aprilia | 20   | +1:33.143 | 20   |      |
| 18  | 50 | Eugene Laverty      | Honda   | 20   | +1:38.458 | 24   |      |
| 19  | 10 | Imre Toth           | Aprilia | 20   | +1:38.548 | 19   |      |
| Ret | 36 | Mika Kallio         | KTM     | 18   |           | 8    |      |
| Ret | 9  | Arturo Tizón        | Aprilia | 14   |           | 15   |      |
| Ret | 44 | Taro Sekiguchi      | Aprilia | 10   |           | 25   |      |
| Ret | 17 | Karel Abraham       | Aprilia | 7    |           | 21   |      |
| Ret | 19 | Álvaro Bautista     | Aprilia | 2    |           | 4    |      |
| Ret | 4  | Hiroshi Aoyama      | KTM     | 2    |           | 6    |      |

## Průběžná klasifikace jezdců a továren
| Pos | #  | Jezdec            | Stroj   | Body |
| --- | -- | ----------------- | ------- | ---- |
| 1   | 1  | Jorge Lorenzo     | Aprilia | 25   |
| 2   | 3  | Alex de Angelis   | Aprilia | 20   |
| 3   | 80 | Hector Barbera    | Aprilia | 16   |
| 4   | 12 | Thomas Lüthi      | Aprilia | 13   |
| 5   | 34 | Andrea Dovizioso  | Honda   | 11   |
| 6   | 15 | Roberto Locatelli | Gilera  | 10   |
| 7   | 55 | Yuki Takahashi    | Honda   | 9    |
| 8   | 60 | Julian Simon      | Honda   | 8    |
| 9   | 58 | Marco Simoncelli  | Gilera  | 7    |
| 10  | 73 | Shuhei Aoyama     | Honda   | 6    |

| Pos | Továrna | Body |
| --- | ------- | ---- |
| 1   | Aprilia | 25   |
| 2   | Honda   | 11   |
| 3   | Gilera  | 10   |

## 125cc
| Pos | #  | Jezdec             | Stroj   | Kola | Čas       | Rošt | Body |
| --- | -- | ------------------ | ------- | ---- | --------- | ---- | ---- |
| 1   | 55 | Héctor Faubel      | Aprilia | 18   | 38:12.029 | 2    | 25   |
| 2   | 14 | Gábor Talmácsi     | Aprilia | 18   | +0.073    | 1    | 20   |
| 3   | 52 | Lukáš Pešek        | Derbi   | 18   | +17.499   | 4    | 16   |
| 4   | 35 | Raffaele de Rosa   | Aprilia | 18   | +17.754   | 5    | 13   |
| 5   | 24 | Simone Corsi       | Aprilia | 18   | +25.642   | 10   | 11   |
| 6   | 71 | Tomoyoshi Koyama   | KTM     | 18   | +25.877   | 7    | 10   |
| 7   | 44 | Pol Espargaró      | Aprilia | 18   | +28.437   | 12   | 9    |
| 8   | 12 | Esteve Rabat       | Honda   | 18   | +28.527   | 8    | 8    |
| 9   | 22 | Pablo Nieto        | Aprilia | 18   | +28.708   | 11   | 7    |
| 10  | 7  | Alexis Masbou      | Honda   | 18   | +33.669   | 15   | 6    |
| 11  | 6  | Joan Olivé         | Aprilia | 18   | +40.665   | 20   | 5    |
| 12  | 38 | Bradley Smith      | Honda   | 18   | +40.679   | 9    | 4    |
| 13  | 60 | Michael Ranseder   | Derbi   | 18   | +40.915   | 13   | 3    |
| 14  | 63 | Mike di Meglio     | Honda   | 18   | +41.671   | 18   | 2    |
| 15  | 29 | Andrea Iannone     | Aprilia | 18   | +41.764   | 14   | 1    |
| 16  | 18 | Nicolás Terol      | Derbi   | 18   | +48.643   | 19   |      |
| 17  | 11 | Sandro Cortese     | Aprilia | 18   | +48.656   | 21   |      |
| 18  | 8  | Lorenzo Zanetti    | Aprilia | 18   | +48.858   | 28   |      |
| 19  | 34 | Randy Krummenacher | KTM     | 18   | +1:03.160 | 17   |      |
| 20  | 77 | Dominique Aegerter | Aprilia | 18   | +1:23.074 | 27   |      |
| 21  | 37 | Joey Litjens       | Honda   | 18   | +1:23.147 | 25   |      |
| 22  | 51 | Steve Bonsey       | KTM     | 18   | +1:31.521 | 29   |      |
| 23  | 20 | Roberto Tamburini  | Aprilia | 18   | +1:59.152 | 30   |      |
| 24  | 56 | Hugo van den Berg  | Aprilia | 18   | +2:00.040 | 31   |      |
| Ret | 99 | Daniel Webb        | Honda   | 16   |           | 26   |      |
| Ret | 75 | Mattia Pasini      | Aprilia | 15   |           | 3    |      |
| Ret | 27 | Stefano Bianco     | Aprilia | 14   |           | 16   |      |
| Ret | 33 | Sergio Gadea       | Aprilia | 12   |           | 6    |      |
| Ret | 53 | Simone Grotzkyj    | Aprilia | 7    |           | 23   |      |
| Ret | 15 | Federico Sandi     | Aprilia | 4    |           | 22   |      |
| Ret | 95 | Robert Muresan     | Derbi   | 3    |           | 24   |      |